# Municipi de Rēzekne
El municipi de Rēzekne (en letó: Rēzeknes novads) és un dels 110 municipis de Letònia, que es troba localitzat a l'est del país bàltic, i que té com a capital la localitat de Rēzekne, tot i que és extraterritorial. El municipi va ser creat l'any 2009 després d'una reorganització territorial.
La seva població està composta per un total de 32.130 persones (2009). La superfície del municipi té uns 2.524,1 kilòmetres quadrats, i la densitat poblacional és de 12,73 habitants per kilòmetre quadrat.
La ciutat de Rēzekne (latgalià: Rēzne, rus Резекне, alemany: Rositten, estonià: Räisaku, polonès: Rzeżyca) és una de les ciutats republicanes de Letònia, d'acord amb la Reforma Territorial Administrativa de Letònia de l'1 de juliol de 2009. Està situada a la regió històrica de Latgàlia, 242 km a l'est de Riga.

## Ciutats agermanades
- Arendal, Noruega
- Częstochowa, Polònia
- Dmitrov, Rússia
- Lianozovo, Rússia
- Suwałki, Polònia
- Vítsiebsk, Belarús
- Lainate, Itàlia

## Ciutats i zones rurals
- Audriņu pagasts (zona rural)
- Bērzgales pagasts (zona rural)
- Čornajas pagasts (zona rural)
- Dricānu pagasts (zona rural)
- Feimaņu pagasts (zona rural)
- Gaigalavas pagasts (zona rural)
- Griškānu pagasts (zona rural)
- Ilzeskalna pagasts (zona rural)
- Kantinieku pagasts (zona rural)
- Kaunatas pagasts (zona rural)
- Lendžu pagasts (zona rural)
- Lūznavas pagasts (zona rural)
- Mākoņkalna pagasts (zona rural)
- Maltas pagasts (zona rural)
- Nagļu pagasts (zona rural)
- Nautrēnu pagasts (zona rural)
- Ozolaines pagasts (zona rural)
- Ozolmuižas pagasts (zona rural)
- Pušas pagasts (zona rural)
- Rikavas pagasts (zona rural)
- Sakstagala pagasts (zona rural)
- Silmalas pagasts (zona rural)
- Stoļerovas pagasts (zona rural)
- Stružānu pagasts (zona rural)
- Vērēmu pagasts (zona rural)